# Korthalsia hispida
Korthalsia hispida är en enhjärtbladig växtart som beskrevs av Odoardo Beccari. Korthalsia hispida ingår i släktet Korthalsia och familjen Arecaceae. Inga underarter finns listade i Catalogue of Life.